# (5345) Boynton
(5345) Boynton (1981 EY8) – planetoida z grupy pasa głównego asteroid okrążająca Słońce w ciągu 4,59 lat w średniej odległości 2,76 j.a. Odkryta 1 marca 1981 roku.